# سياج الثلج

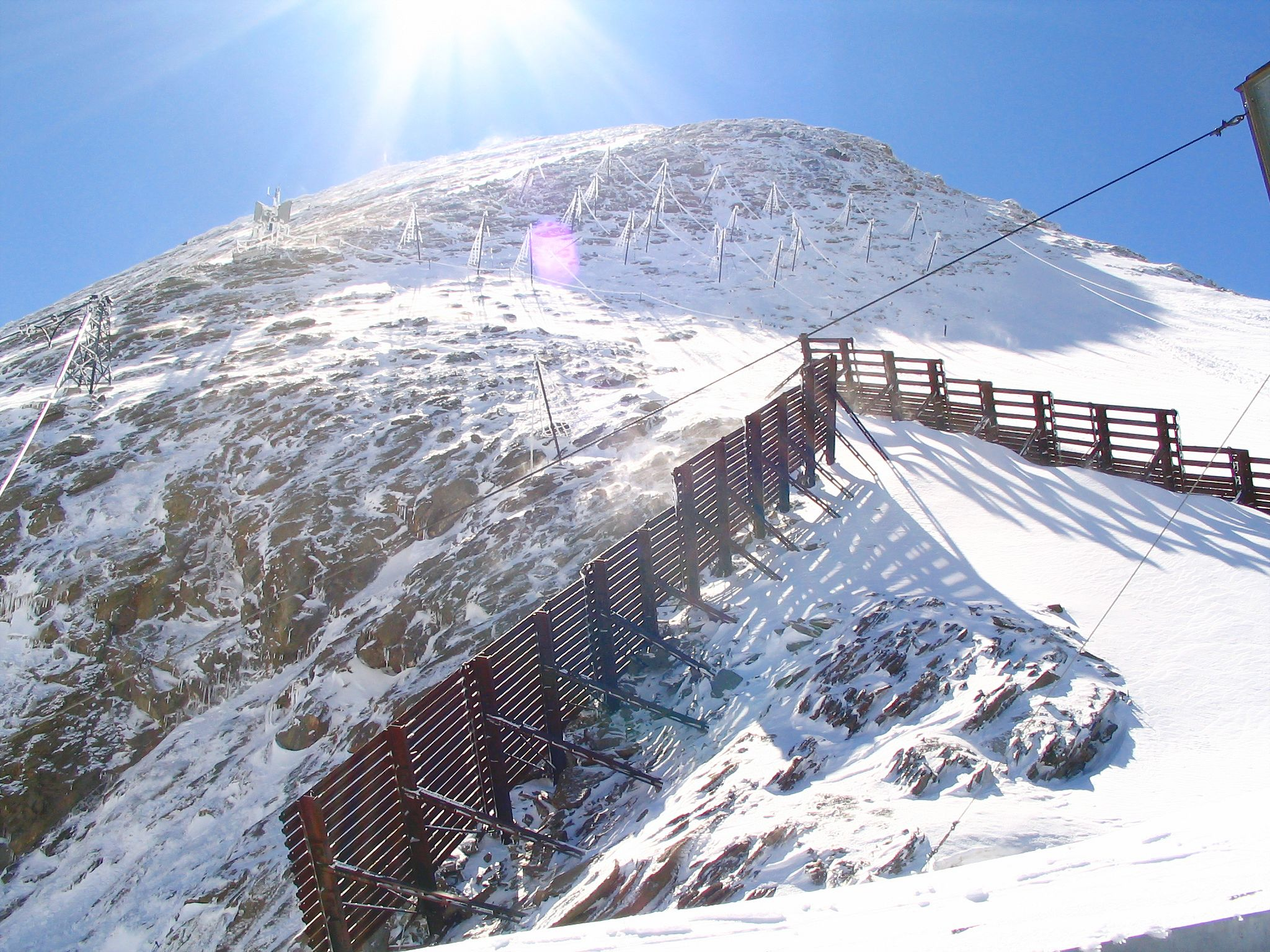
أسوار الثلج في كيتسستينهورن، النمسا

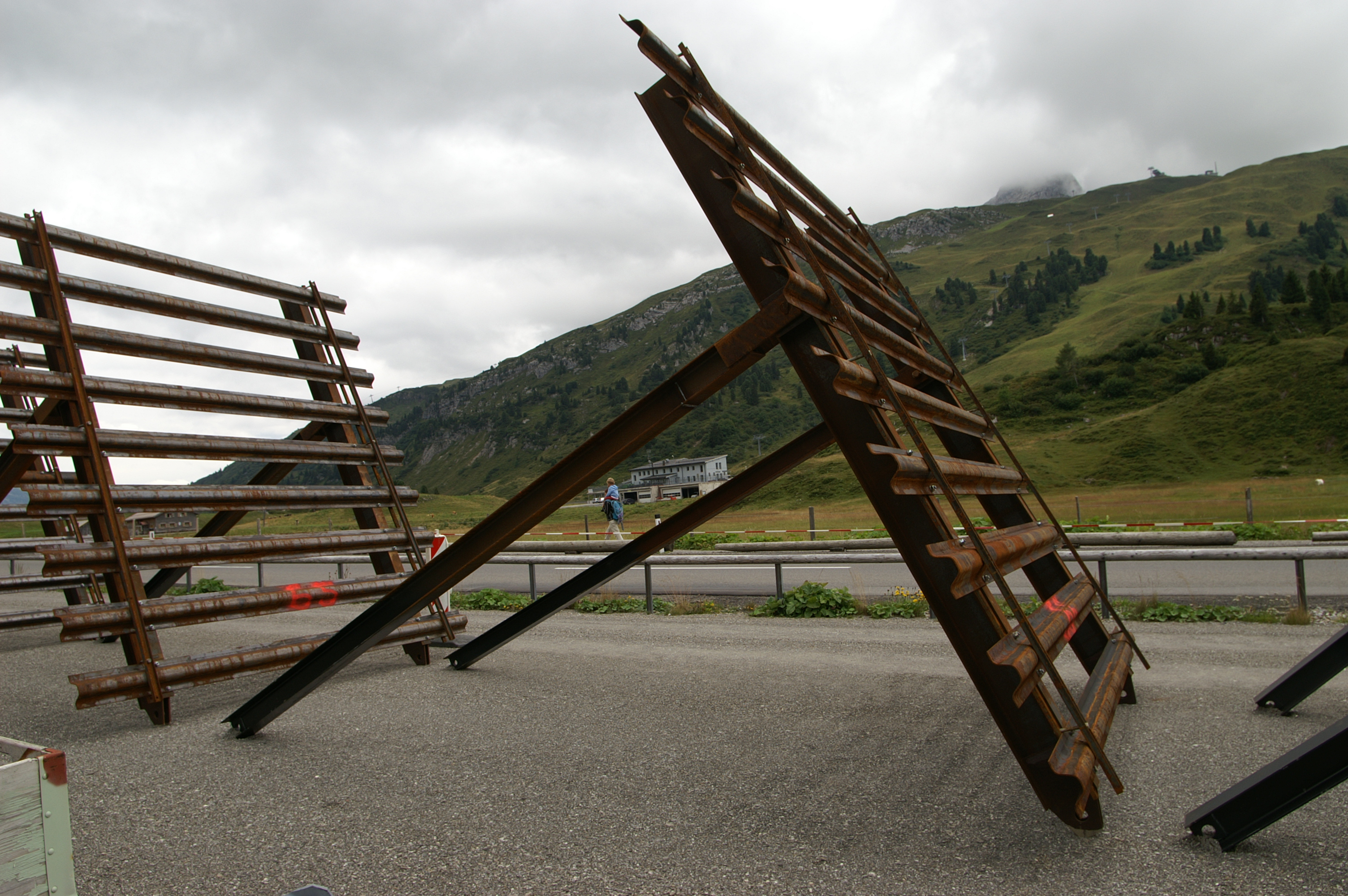
الحماية من الانهيارات الجليدية في النمسا

سياج الثلج أو سور الثلج (بالإنجليزية: Snow fence)، المشابه لسياج الرمال، هو حاجز يمنع تراكم الثلج المتطاير بفعل الرياح في مكان محدد. وتُستخدم سياجات الثلج أساسًا للحد من تراكم الثلوج على الطرق والسكك الحديدية. كما يستخدمها المزارعون ومربو الماشية لتكوين أكوام ثلجية في الأحواض لتوفير مصدر جاهز لمياه الينابيع. وتستفيد منتجعات التزلج أيضًا من هذه السياجات لزيادة عمق الثلج في مناطق معينة أو لأغراض التحكم في الانهيارات الثلجية.

## الوصف والآلية الفيزيائية

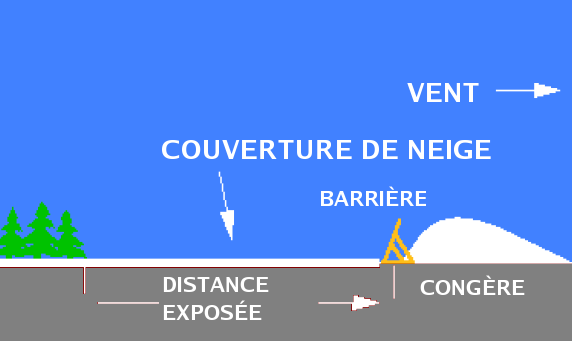
مخطط التأثير (بالفرنسية): Vent هو اتجاه الرياح، Congère هو انجراف الثلج، Couverture de neige هو الغطاء الثلجي.

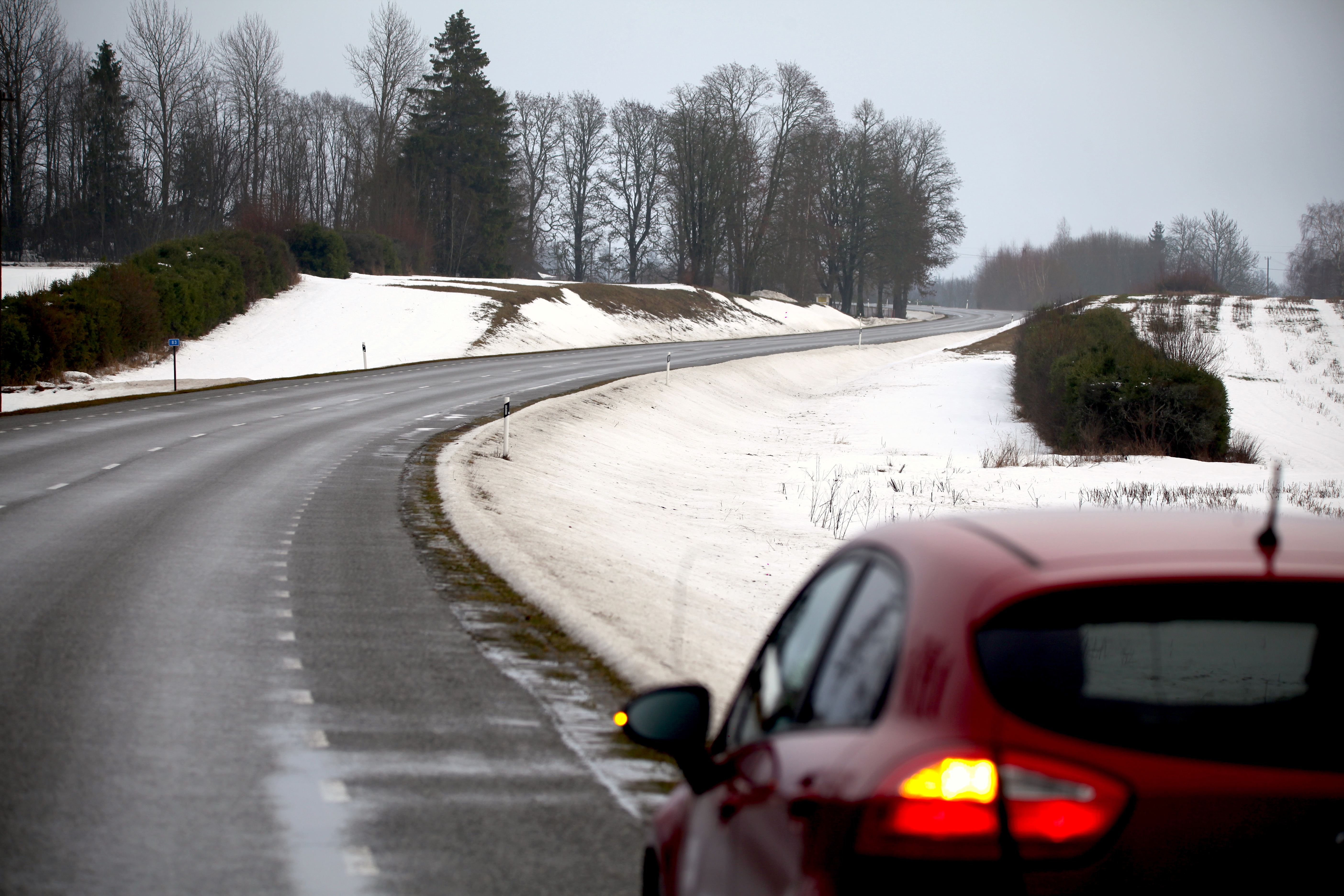
تحوطات التنوب كحواجز ثلجية حية

عادةً ما تكون أسوار الثلج المؤقتة أحد نوعين: صفائح بلاستيكية برتقالية مثقبة مثبتة على أوتاد على فترات منتظمة (النوع المستخدم عادةً في أسوار مواقع البناء أو أسوار الملاعب الرياضية المؤقتة)، أو سياج مكوّن من شرائح من خشب الأرز أو نوع خفيف آخر من الخشب وسلك معدني، مثبت أيضًا على أوتاد معدنية. يتكون السياج الثلجي الدائم عادةً من أعمدة ذات ألواح أفقية تمتد عبرها لتغطية ما يزيد قليلاً عن نصف مساحة السياج الإجمالية. وكلما زاد ارتفاع السياج، زادت كمية الثلج التي يحتجزها. فإذا اعتبرنا ارتفاع السياج وحدة واحدة، فيجب وضعه على مسافة لا تقل عن خمس وثلاثين وحدة في اتجاه الرياح من الطريق أو المبنى الذي يراد حمايته. ويمكن أن تتكوّن الحواجز الثلجية الدائمة أيضاً من صفوف متقاربة من الشجيرات، أو الأشجار الصنوبرية، أو سيقان الذرة.
تعمل أسوار الثلج عن طريق إحداث اضطراب في الرياح، مما يُسقط جزءًا كبيرًا من حمولتها الثلجية على الجانب المواجه للريح من السياج. وبالتالي، تُسبب أسوار الثلج انجرافات الثلج بدلًا من منعها. تُوضع هذه الأسوار لتُسبب انجراف الثلج حيثما يكون ذلك مفيدًا أو غير ضار، بحيث لا ينجرف الثلج إلى مناطق غير مرغوب فيها كالطرق أو المباني.
أفادت التقارير أن أسوار الثلج تُنقذ الأرواح وتُقلل تكاليف الصيانة. وتُكلف إزالة الثلج والجليد والسيطرة عليهما أكثر من ملياري دولار سنويًا في الولايات المتحدة. وأظهرت دراسات نشرها برنامج أبحاث الطرق السريعة الاستراتيجية (SHRP) التابع للمجلس الوطني للبحوث عام 1991 أن تكلفة إزالة الثلج باستخدام الآليات تكلّف نحو 100 مرة أكثر مرة من تكلفة حبس الثلج بالأسوار.
يمكن أن تؤدي أسوار الثلج أيضًا إلى حبس الأعشاب الضارة.

## في اليابان

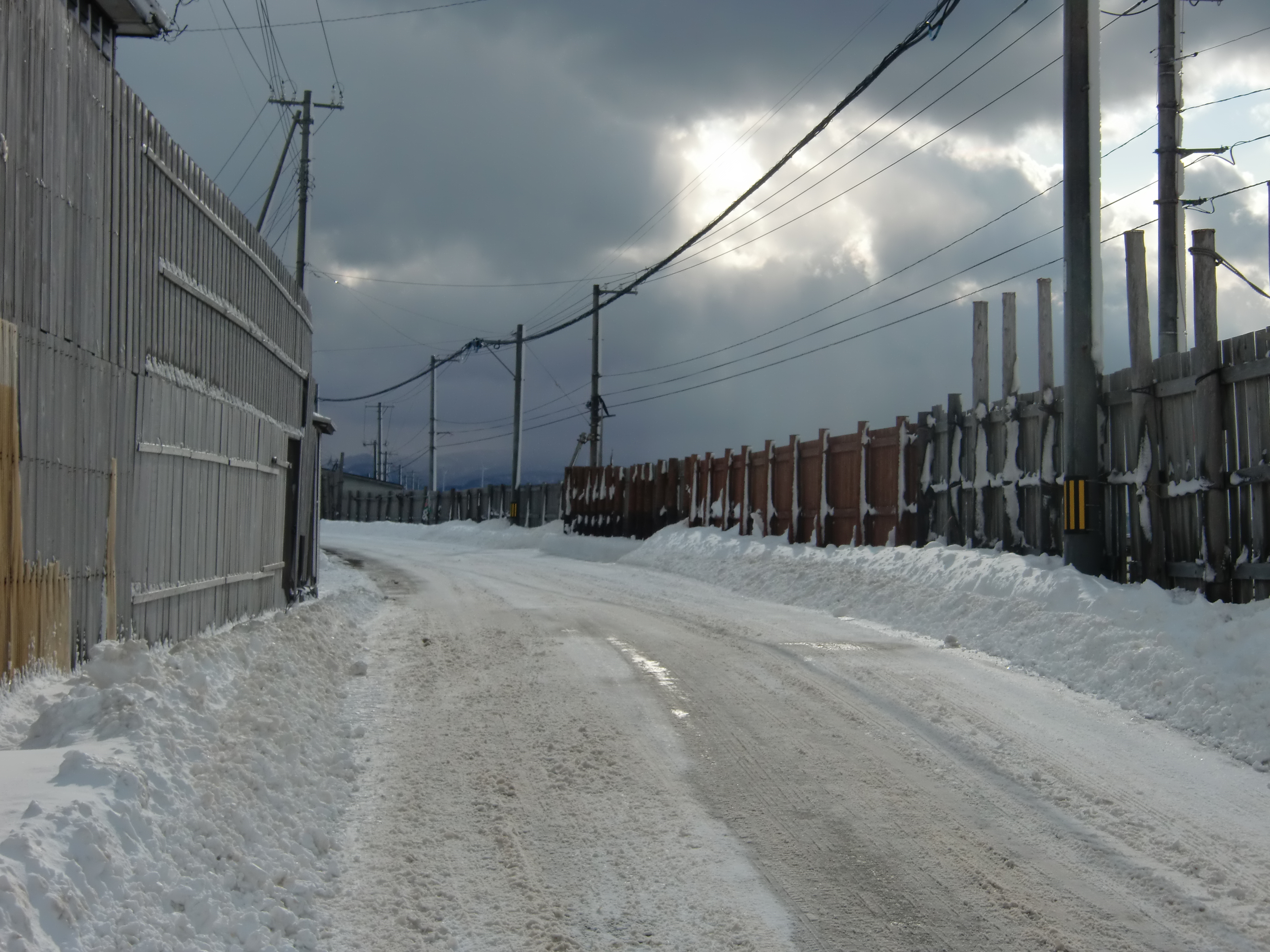
يوكيغاكوي (سياج ثلجي من النوع القديم في اليابان)

في منطقتي توهوكو وهوكايدو باليابان، وخاصة في المناطق التي تشهد رياحًا قوية وتساقطًا كثيفًا للثلوج، مثل السواحل المطلة على بحر اليابان والسهول، يتم منذ زمن بعيد بناء هياكل تُعرف باسم "يوكيغاكوي" (Yukigakoi)، وهي نوع من الحواجز الثلجية المصنوعة من القصب، والثوم المعمر، والألواح الخشبية. ولا تزال ثقافة صناعة "يوكيغاكوي" قائمة في بعض المناطق مثل هوكايدو حتى اليوم.
أما بالنسبة لمنشآت النقل، فقد بدأت في ثمانينيات القرن التاسع عشر إقامة حواجز خشبية على خطوط السكك الحديدية كإجراء لمواجهة العواصف الثلجية. غير أنه في البداية كان من الصعب التنبؤ بمكان تراكم الثلوج، ولم يكن من الممكن التحكم فيها بشكل جيد. كما وقعت حادثة حريق بسبب الشرارات التي تسببت بها قاطرات البخار نتيجة البنية الخشبية، مما جعل هذه الحواجز غير محبذة. ويُقال إن هذه الحواجز قد استُبدلت لاحقًا بما يُعرف بـ "غابات الثلج الحديدية" في اليابان أيضًا.
من ناحية أخرى، وبالنسبة للطرق، تم دراسة وتركيب بنية تُعرف بـ"حاجز الثلج من نوع بركة الرياح" لأول مرة عام 1961، وذلك بالاستفادة من الحواجز الثلجية الخشبية المستخدمة في أنحاء العالم. ثم في عام 1967، قام ورش معدات البناء التابع لمكتب تنمية هوكايدو الإقليمي (في ذلك الوقت) بتطوير "حاجز طرد الثلج"، والذي بدأ تركيبه على الطرق الوطنية عام 1969. لاحقًا، قام معهد أبحاث الهندسة المدنية لتنمية هوكايدو (ويُعرف حاليًا باسم معهد أبحاث الهندسة المدنية في المناطق الباردة التابع لمعهد الأشغال العامة) بدراسة "حاجز الثلج لمنع التصاعد" وتم تركيبه في عام 1978، ثم جرى تطويره وتطبيقه لاحقًا على شكل "حاجز الثلج المقاوم للتصاعد" بدءًا من عام 1981، وأصبح يُركّب بانتظام منذ عام 1988.
في السكك الحديدية اليابانية الحديثة، أُعيد تقييم فعالية حواجز الثلج من نوع "بركة الرياح" و"المضادة للتطاير" استنادًا إلى نتائج الأبحاث والنجاحات المحققة في مجال الطرق، وذلك لاستخدامها مرة أخرى كإجراء وقائي ضد الثلوج في السكك الحديدية.

## روابط خارجية
- Plan for a 3 meter Wyoming-style snow fence.
- Plan for a 3.6 meter Wyoming-style snow fence.
- "What’s That Thing: Roadside Fence Edition", by Mark Vanhoenacker, Slate, Aug. 1, 2013
- Snow fences: do they still serve a purpose?
- Building effective Snow Fences – Better than a good idea